# النهر الهارب

غلاف رواية النهر الهارب

النهر الهارب هي رواية لإدموندو باث سولدان، وإحدى أهم أعماله، حيث تعد واحدة من الأعمال التي تعلى من قيمة ومكانة أدب أمريكا اللاتينية المعاصر. حاصلة على جائزة رومولو جايجوس.

## ملخص النهر الهارب
في المدينة البوليفية كوتشابومبا بدأ مجموعة من الفتيان عامهم الأخير في الدوون بوسو ,وهي إحدى المدارس الخاصة الكاثوليكية التي يدرس فيها أبناء الطبقة الثرية.وتحكى الراوية  أن هؤلاء الفتيان اتجهوا لتعاطى المخدرات والسكر والجنس وعدم الالتزام بقواعد المدرسة كطريقة لإثبات ذاتهم وقضاء فترة المراهقة. ويعرض الكاتب أيضا خارج أسوار تلك المدرسة في هذا العمل الروائي الحياة في بوليفيا في فترة الثمانينيات من الإضرابات وعدم الاستقرار السياسى والعنصرية وعدم المساواة الاجتماعية وغيرها. ويتم سرد أحداث الرواية عن طريق روبى  رواي القصة (وهو كاتب مبتدئ والمؤرخ الرسمي للأحداث في المدرسة وهو كاتب لروايات بوليسية ومجلات متخصصة في التمرد على نظام السياسى والاجتماعية والتي كانت منتشرة بين طلاب المدرسة وعندما مات أحد الأشخاص المقربين منه بدأ كل ما كان يراه حقيقة (العائلة، المدرسة، الأصدقاء) يتحول إلى أوهام. وخلال محاولة حله للغز موت ذلك الشخص بدأ يبحث عن نضوجه الشخصي.